# Eva Stiberg
Rut Eva Stiberg, född Nilsson den 26 december 1920 i Ströms församling, Jämtland, död den 28 augusti 1990 i Stockholms domkyrkoförsamling, var en svensk skådespelare.

## Biografi
Eva Stiberg flyttade från Strömsund till Stockholm för att arbeta på kontor, men när hon år 1940 deltog i en provfilmning anordnad av filmbolaget Terrafilm vann hon tävlingen och fick elevkontrakt.
Hon studerade teater för Hilda Borgström innan hon kom in på Dramatens elevskola 1942. Efter studierna engagerades hon vid Malmö stadsteater 1947–1962 med undantag av 1950–1953 då hon var engagerad vid Göteborgs Stadsteater.
Stiberg filmdebuterade 1941 i Anders Henriksons Livet går vidare och fick sitt filmgenombrott genom sin tolkning av titelrollen i Gustaf Molanders Eva 1948. Mest känd blev hon för rollen som Tjorvens mamma i filmerna och TV-serierna om Saltkråkan i mitten och slutet av 1960-talet. I televisionens första tid, 1958, gjorde hon rollen som Angela, då Ingmar Bergman för TV-teatern satte upp renässanspjäsen Venetianskan.

### Familj
Hon var gift första gången 1942–1955 med Karl Edvard Lennart Stiberg, född 11 april 1918 i Solna, död 31 mars 2002 i Solna, och andra gången 1955–1976 med Gert Ove Andersson, född 30 april 1930 i Västra Skrävlinge. I första äktenskapet föddes dottern Eva Madeleine Stiberg, född 4 april 1946 i Matteus församling, Stockholm, och i andra giftet sönerna Hans-Peter Andersson född 7 november 1955 i Slottsstaden, och Ulf Mikael Andersson född 26 september 1958 i Slottsstaden.
Eva Stiberg avled i bröstcancer hon är gravsatt i minneslunden på Kungsholms kyrkogård i Stockholm.

## Filmografi i urval
- 1941 – Livet går vidare
- 1944 – Räkna de lyckliga stunderna blott
- 1945 – Änkeman Jarl
- 1946 – Eviga länkar
- 1947 – Den långa vägen
- 1948 – Eva
- 1949 – Farlig vår
- 1951 – Starkare än lagen
- 1952 – Farlig kurva
- 1952 – När syrenerna blomma
- 1953 – Ogift fader sökes
- 1953 – Ursula – flickan i finnskogarna
- 1953 – Marianne
- 1954 – Seger i mörker
- 1955 – Vildfåglar
- 1957 – Vägen genom Skå
- 1958 – Venetianskan (TV-serie)
- 1958 – Bock i örtagård
- 1964 – Drömpojken
- 1964 – Tjorven, Båtsman och Moses
- 1964 – Vi på Saltkråkan (TV-serie)
- 1965 – Salta gubbar och sextanter
- 1966 – Tjorven och Mysak
- 1967 – Tvärbalk
- 1967 – Skrållan, Ruskprick och Knorrhane
- 1969 – Ni ljuger
- 1973 – Makt på spel (TV-serie)

## Teater

### Roller (ej komplett)
| År   | Roll                   | Produktion                                               | Regi                 | Teater                                  |
| ---- | ---------------------- | -------------------------------------------------------- | -------------------- | --------------------------------------- |
| 1945 | Maja                   | Av hjärtans lust Karl Ragnar Gierow                      | Rune Carlsten        | Dramaten                                |
| 1947 |                        | Lycko-Pers resa August Strindberg                        | Gösta Folke          | Malmö stadsteater                       |
| 1947 |                        | Bortom horisonten Eugene O'Neill                         | Stig Torsslow        | Malmö stadsteater                       |
| 1948 |                        | Köpmannen i Venedig William Shakespeare                  | Olof Molander        | Malmö stadsteater                       |
| 1948 |                        | Lycko-Pers resa August Strindberg                        | Gösta Folke          | Malmö Stadsteater                       |
| 1948 |                        | Drömmarnas berg Maxwell Anderson                         | Gösta Folke          | Malmö stadsteater                       |
| 1949 |                        | Yerma Federico Garcia Lorca                              | Bengt Ekerot         | Malmö stadsteater                       |
| 1949 |                        | Linje lusta Tennessee Williams                           | Stig Torsslow        | Malmö stadsteater                       |
| 1949 |                        | I pingstens brus Sigvard Mårtensson                      | Georg Årlin          | Malmö stadsteater                       |
| 1949 |                        | Ingen går fri Stig Dagerman                              | Stig Dagerman        | Malmö stadsteater                       |
| 1949 |                        | Avgrunden Silvio Giovaninetti                            |                      | Malmö stadsteater                       |
| 1950 |                        | Fabian öppnar portarna Walentin Chorell                  | Gösta Folke          | Malmö stadsteater                       |
| 1950 |                        | Lunchrasten Herbert Grevenius                            | Gösta Folke          | Malmö stadsteater                       |
| 1950 | Claire Blakely         | Drömflickan Elmer Rice                                   | Knut Ström           | Göteborgs stadsteater, 13 oktober 1950  |
| 1950 | Ingeborg Thomsen       | Kärlek Kaj Munk                                          | Torsten Hammarén     | Göteborgs stadsteater, 24 november 1950 |
| 1951 | Pearl, en prostituerad | Si, iskarlen kommer! Eugene O'Neill                      | Stig Torsslow        | Göteborgs stadsteater, 9 februari 1951  |
| 1951 |                        | Den kaukasiska kritcirkeln Bertolt Brecht                | Bengt Ekerot         | Göteborgs stadsteater, november 1951    |
| 1952 | Hippolyta              | En midsommarnattsdröm William Shakespeare                | Knut Ström           | Göteborgs stadsteater, 8 februari 1952  |
| 1953 |                        | Flickan och gudarna Bertolt Brecht och Paul Dessau       | Hans Dahlin          | Malmö stadsteater                       |
| 1953 | Olga                   | Slottet Max Brod efter en roman av Franz Kafka           | Ingmar Bergman       | Malmö stadsteater                       |
| 1954 |                        | Smältdegeln Arthur Miller                                | Mats Johansson       | Malmö stadsteater                       |
| 1954 |                        | Han som fick leva om sitt liv Pär Lagerkvist             | Mats Johansson       | Malmö stadsteater                       |
| 1954 |                        | Rövarna på Hunneberg Rune Lindström                      | Sandro Malmquist     | Skansens friluftsteater                 |
| 1954 |                        | Dårskapens timme Anna Bonacci                            | Yngve Nordwall       | Malmö stadsteater                       |
| 1955 | Olivia                 | Trettondagsafton William Shakespeare                     | Lars-Levi Laestadius | Malmö stadsteater, 5 januari 1955       |
| 1955 | Kristina               | Påsk August Strindberg                                   | Mats Johansson       | Malmö stadsteater, 11 februari 1955     |
| 1955 |                        | Fjäderboll Lars-Levi Læstadius                           | Lars-Levi Læstadius  | Malmö stadsteater                       |
| 1956 |                        | Oväder August Strindberg                                 |                      | Malmö stadsteater                       |
| 1956 |                        | Kameliadamen Alexandre Dumas d.y.                        | Lars-Levi Læstadius  | Malmö stadsteater                       |
| 1956 | Margaret               | Katt på hett plåttak Tennessee Williams                  | Ingmar Bergman       | Malmö stadsteater                       |
| 1957 |                        | Millionen Roger MacDougall                               | Yngve Nordwall       | Malmö stadsteater                       |
| 1957 | Ingrid                 | Peer Gynt Henrik Ibsen                                   | Ingmar Bergman       | Malmö stadsteater                       |
| 1957 |                        | Rödbetan Marcel Achard                                   | Yngve Nordwall       | Malmö stadsteater                       |
| 1957 |                        | Missförståndet Albert Camus                              | Lars-Levi Læstadius  | Malmö stadsteater                       |
| 1959 |                        | En vintersaga William Shakespeare                        | Sandro Malmquist     | Malmö stadsteater                       |
| 1960 |                        | Rävlyan Lillian Hellman                                  | Jan Hemmel           | Malmö stadsteater                       |
| 1960 |                        | Trappan Boris Vian                                       | Yngve Nordwall       | Malmö stadsteater                       |
| 1960 |                        | Midsommardröm i fattighuset Pär Lagerkvist               | Yngve Nordwall       | Malmö stadsteater                       |
| 1961 |                        | John Gabriel Borkman Henrik Ibsen                        | Yngve Nordwall       | Malmö stadsteater                       |
| 1961 |                        | Cembalo Karl Ragnar Gierow                               | Gösta Folke          | Malmö stadsteater                       |
| 1961 |                        | Det kommer främmande Björn-Erik Höijer                   | Yngve Nordwall       | Malmö stadsteater                       |
| 1962 | Hélène Liebinger       | Tre valser Oscar Straus, Paul Knepler och Armin Robinson | Ivo Cramér           | Oscarsteatern                           |
| 1968 |                        | Bortom horisonten Eugene O'Neill                         | Stig Torsslow        | Malmö stadsteater                       |